# Metropolia Mbarara
Metropolia Mbarara – jedna z 4 metropolii kościoła rzymskokatolickiego w Ugandzie. Została utworzona 2 stycznia 1999.

## Diecezje
- Archidiecezja Mbarara
  - Diecezja Fort Portal
  - Diecezja Hoima
  - Diecezja Kabale
  - Diecezja Kasese

## Metropolici
- abp Paul Bakyenga (1999 - 2020)
- abp Lambert Bainomugisha (od 2020)